# Neaufles-Saint-Martin
Neaufles-Saint-Martin – miejscowość i gmina we Francji, w regionie Normandia, w departamencie Eure.
Według danych na rok 1990 gminę zamieszkiwało 931 osób, a gęstość zaludnienia wynosiła 103 osoby/km² (wśród 1421 gmin Górnej Normandii Neaufles-Saint-Martin plasuje się na 264 miejscu pod względem liczby ludności, natomiast pod względem powierzchni na miejscu 404).